# Mount Ruegg
Mount Ruegg ist ein 1870 m hoher Berg im ostantarktischen Viktorialand. In den Admiralitätsbergen ragt er an der Einmündung des DeAngelo-Gletschers in den Moubray-Gletscher auf.
Das New Zealand Antarctic Place-Names Committee benannte ihn nach Harold Ruegg (1902–1990), nautischer Berater des Maritime New Zealand und Besucher der Rossmeerregion im Jahr 1956.